# تفجيرا ساحة الطيران 2021
تفجيرا ساحة الطيران 2021 هما تفجيران انتحاريان وقعا في ساحة الطيران والباب الشرقي بالقرب من (سوق البالة) في جانب الرصافة من بغداد في العراق صباح يوم 21 كانون الثاني 2021، وقد أودى الحادث بحياة 38 شخصاً على الأقل وإصابة 110 بجروح، لم تُعلن الحكومة العراقية مباشرة عن من يعتقدون أنه الفاعل، ولكنها قالت إنها حادثة إرهابية، وغالباً ما يقال هذا الوصف لأعمال تنظيم الدولة الإسلامية (داعش) وفقاً لوكالة رويترز. ثم في وقت متأخر من اليوم نفسه، أعلنت وكالة أعماق الإخبارية التابعة لتنظيم داعش عن مسؤوليته عن الانفجارين.

## الخلفيّة
منذ عام 2017، وهو العام الذي هُزِم فيه تنظيم الدولة الإسلامية (داعش)، أصبحت الهجمات الإرهابية في العراق نادرة، ولكن قبل ذلك العام، كانت الهجمات شائعة في جميع أنحاء البلاد، وكانت بغداد والمدن المجاورة هي الأهداف الرئيسية، ووقع آخر هجوم كبير ضد المدنيين في يناير 2018 في نفس الموقع، والذي أسفر عن مقتل 35 شخصًا.

## الحادثة
جاء في بيان صادر عن وزارة الداخلية العراقية أن انتحاريًّا أول فجر نفسه في سوق البالة، وهو سوق تُباع فيه الملابس المستعملة، وذلك في ساحة الطيران في وسط العاصمة بغداد «بعد ادعائه أنه مريض فتجمع الناس حوله»، ثُمّ ما لبث أن فجر انتحاريّ آخر نفسه «بعد تجمع الناس لنقل الضحايا الذين أصيبوا في التفجير الأول».

## الاستجابة

خارطة لمنطقة الباب الشرقي في وسط بغداد، تظهر فيها ساحة الطيران وسينما غرناطة حيث وقع الحادث، وهو بقرب ساحة التحرير والمطعم التركي

أغلقت القوات الأمنية العراقيّة منطقة ساحة الطيران بشكل كامل، كما منعت الحركة فيها تحسبا من وقوع هجمات أخرى، وعززت الإجراءات الأمنية في مختلف مناطق العاصمة بغداد، وأكد متحدث وزارة الصحة العراقيّة الدكتور سيف البدر، في تصريح صحفي، أن «الوزارة تؤكد استنفار كافة مؤسساتها الصحية وسيارات الإسعاف وردهات الطوارئ، لاستقبال الجرحى (ضحايا الانفجار)». وأُعلن عن إقالة رئيس استخبارات الداخلية من منصبه.

صورة من فوق المطعم التركي تظهر منها ساحة التحرير (بغداد) وساحة الطيران في بغداد

## ردود الأفعال

### محليّا
العراق: أدان كل من الرئيس العراقي برهم صالح، وأمين عام حركة عصائب أهل الحق قيس الخزعلي، وعضو مجلس النواب عدنان الزرفي، والنائب الأول لرئيس مجلس النواب حسن الكعبي، التفجير، وجاء في تغريدة للرئيس العراقي برهم صالح عبر تويتر: «نقف بحزم ضد المحاولات المارقة لزعزعة استقرار بلدنا". وأضاف أن "التفجيرين الإرهابيين ضد المواطنين في بغداد في هذا الوقت يؤكدان سعي الجماعات الظلامية لاستهداف الاستحقاقات الوطنية الكبيرة».

### دوليّا
- تركيا: أدانت وزارة الخارجية التركية، وأوضحت -في بيان- أنها تلقت نبأ سقوط العديد من الضحايا في التفجير الإرهابي ببالغ الحزن والأسى. وترحمت الوزارة على أرواح الضحايا الذين سقطوا جراء التفجير الغادر، وتقدمت بالعزاء للعراق حكومة وشعبا. وأكد البيان وقوف تركيا إلى جانب العراق في مكافحة التنظيمات الإرهابية.[11]
- قطر: أدانت وزارة الخارجية القطرية التفجيرات الانتحارية في بغداد عبر بيان رسمي وجددت على «موقف دولة قطر الثابت من رفض العنف والإرهاب، مهما كانت الدوافع والأسباب.»[12]
- الكويت: استنكرت دولة الكويت التفجيرات في بغداد عبر بيان رسمي وقالت «هذا الهجوم الإجرامي الأثم الذي إستهدف المواطنين الأبرياء وأمن وإستقرار العراق الشقيق يشكل إنتهاكا للشريعة الإسلامية السمحاء ولكافة القيم والأعراف» وأكدت تضامنها مع جمهورية العراق ومعربة عن تعازيها إلى أسر الضحايا، وللمصابين الشفاء العاجل.[13]
- المملكة العربية السعودية: أدانت وزارة الخارجية السعودية تفجيرات بغداد عبر تغريدة في تويتر قالت «نُدين ونستنكر بشدة التفجير الانتحاري المزدوج بساحة الطيران وسط العاصمة العراقية بغداد، وأسفر عن وقوع عشرات القتلى والجرحى.» وأضافت «نُجدد رفضنا القاطع للإرهاب بكافة صوره وأشكاله ومهما كانت دوافعه ومبرراته، ونُشدد على وقوفنا وتضامننا مع جمهورية العراق الشقيقة ضد ما يهدد أمنها واستقرارها.»[14]
- إيران: نددت السفارة الإيرانية في العراق بالتفجير الانتحاري المزدوج بساحة الطيران، ووصفت السفارة التفجيرين بالإرهابيين، معربة عن مساندتها للحكومة والشعب العراقيين.[15]
- لبنان: أعربت وزارة الخارجية اللبنانية، عن إدانتها الشديدة في 21 يناير.[16]
- مصر: أدانت مصر الهجومين، وأكدت في بيان صحفي أصدره مكتب المتحدث الرسمي باسم وزارة الخارجية وقوفها إلى جانب العراق الشقيق في مساعيه الرامية إلى الحفاظ على الأمن والاستقرار ومجابهة كافة صور الإرهاب والتطرف.[17]
- الجزائر: أدانت الجزائر التفجيرين الإرهابيين عبر بيان رسمي لوزارة الشؤون الخارجية، وجدد الجزائر بالتذكير بموقفها الثابت الرافض للإرهاب بكل أنواعه وجاء في البيان: «تدين الجزائر بشدة التفجيرين الارهابيين... وعلى إثر هذا العمل الإرهابي الجبان, تعبر الجزائر عن تضامنها مع العراق الشقيق وتؤكد الوقوف إلى جانبه في حربه ضد كافة أشكال الإرهاب والتطرف...».[18]
- البحرين: أكدت وزارة خارجية البحرين في بيان نشرته وكالة أنباء البحرين «تضامن البحرين مع العراق الشقيقة في حربها ضد الإرهاب»، مجددة التأكيد على موقف المنامة «الثابت الرافض للعنف والتطرف بكافة أشكاله وصوره ومهما كانت دوافعه ومبرراته والداعي إلى ضرورة التكاتف من أجل التصدي لهذه الأعمال الإرهابية الشنيعة التي تستهدف حياة المدنيين المنين وزعزعة الأمن والاستقرار».[19]
- ألمانيا: أدان وزير الخارجية الألماني، هايكو ماس، بشدة التفجيرين الانتحاريين وتعهد بتقديم بلاده الدعم إلى العراق. وجاء في بيان له: «أدين التفجيرين اللذين وقعا اليوم في بغداد بشدة وأتقدم بخالص تعازيَّ لأقارب الضحايا وللشعب العراقي، وأتمنى للمصابين العديدين الشفاء العاجل". وأضاف ماس أن "ألمانيا تقف كشريك يمكن الاعتماد عليه إلى جانب العراق على طريق الاستقرار الدائم والتنمية».[20]

كما أدان كل من مجلس الأمن الدولي ومنظمة التعاون الإسلامي وجامعة الدول العربية والبرلمان العربي التفجير الذي استهدف وسط العاصمة العراقية بغداد.

## حقوق أهالي الضحايا
في يوم 30 كانون الثاني سنة 2021، استقبل مصطفى الكاظمي أهالي الضحايا، ووجّهَ فريق مكتبه ومؤسسة الشهداء بمتابعة طلباتهم والإسراع في تنفيذها، وقال الكاظمي في بيان "كفى مزايدات واستغلال لمشاعر الناس ممن يريد تمرير مشاريع سياسية ومصالح اقتصادية، هناك من استغل دم شهداء العراق وأصبحوا حكاما وأصحاب مليارات ويشترون القصور والسيارات..وبدم شهداء العراق اغتنى طرفان..داعش والخارجون على القانون، كلاهما يستثمران الدم للحصول على أموالكم وحقوقكم، وان كلمة شهيد ترافق العراقيين منذ سنوات طويلة، حتى بتنا نصنف الشهداء، هناك شهداء لحروب صدام..وهناك شهداء لمقاومة صدام، وهناك شهداء لعمليات عسكرية، وهناك شهداء لتظاهرات، كفى..كل دم عراقي بريء هو شهيد في العراق له نفس الحقوق.